# EHEA
Rummet for højere uddannelse i Europa, oftest kaldet EHEA fra engelsk European Higher Education Area blev oprettet i marts 2010, under Budapest-Wien-ministerkonferencen, på 10-året for Bolognaprocessen.
Som Bolognaprocessens primære mål siden dens start i 1999, skal EHEA sikre bedre sammenlignelige, kompatible og sammenhængende højere uddannelsessystemer i Europa. Mellem 1999 og 2010 fokuserede alle Bolognaprocessens medlemmer på at oprette et rum for højere uddannelse i Europa, hvilket blev til virkelighed med Budapest-Wien-erklæringen i marts 2010. For at blive inkluderet i EHEA skal et land først underskrive og ratificere den europæiske kulturkonventionstraktat.
Danmark var det første land, bortset fra Storbritannien og USA, til at introducere 3+2+3-systemet.

## Medlemmer
De deltagende lande i European Higher Education Area er:
| - Albanien - Andorra - Armenien - Aserbajdsjan - Belgien - Bosnien-Hercegovina - Bulgarien - Cypern - Danmark - Estland - Finland - Frankrig | - Georgien - Grækenland - Holland - Hviderusland - Island - Irland - Italien - Kasakhstan - Kroatien - Letland - Liechtenstein - Litauen | - Luxembourg - Malta - Moldova - Montenegro - Nordmakedonien - Norge - Polen - Portugal - Rumænien - Rusland - Serbien - Slovakiet | - Slovenien - Spanien - Storbritannien - Sverige - Schweiz - Tjekkiet - Tyrkiet - Tyskland - Ukraine - Ungarn - Vatikanstaten - Østrig |

Lande, der kan inkluderes:
- Monaco
- San Marino